# Farin Urlaub Racing Team
Farin Urlaub Racing Team (FURT) — немецкая рок-группа. Основана Фарином Урлаубом в 2002 году.

## История
Группа была основана в 2002 году Фарином Урлаубом после выхода его дебютного сольного альбома Endlich Urlaub! для выступления на Top of the Pops. Тогда Урлауб не планировал концертных туров, однако, после выступления он изменил своё решение. Группа получила название Farin Urlaub Racing Team. В качестве концертной группы Farin Urlaub Racing Team сопровождает Фарина с 2002 года. С альбома Die Wahrheit übers Lügen (2008) группа также участвует в студийной записи. Состав, преимущественно женский, также включает в себя духовую секцию немецкой ска-группы The Busters.
15 мая 2010 года вышел DVD группы Lass es wie einen Unfall aussehen. Запись можно бесплатно скачать на сайте группы.
В январе 2014 на официальном сайте Farin Urlaub Racing Team был запущен четырёхзначный счётчик с обратным отсчётом. Когда счетчик достиг цифры «0999», был объявлен концептуальный мини-тур по городам Германии и Австрии, в чьих названиях присутствует окончание «Furt» (Франкфурт, Штайнфурт и т. д.). 5 августа того же года, когда счётчик достиг нуля, был анонсирован новый альбом, который получил название Faszination Weltraum. Альбом был выпущен 17 октября 2014 года.
Концерт в городе Klagenfurt, завершающий мини-тур, стал последним для бэк-вокалистки Селины Бостик, стоявшей у истоков группы. Селина решила покинуть коллектив, чтобы полностью посвятить себя своему сольному проекту.
18 сентября 2015 года на DVD, Blu-Ray, CD и виниле был выпущен концертный альбом Danger!. Концерт был записан и снят в июне 2015 года в Дюссельдорфе в рамках тура «Es besteht keine Gefahr für die Öffentlichkeit». Альбом считается первым DVD в истории группы, так как выпуск на физических носителях вышедшего в 2010 году концертного альбома «Lass es wie einen Unfall aussehen» был отозван вследствие утраты оригинальной звуковой дорожки.

## Дискография

### Альбомы
- 2006: Livealbum of Death[нем.] (концертный альбом)
- 2008: Die Wahrheit übers Lügen[нем.]
- 2014: Faszination Weltraum
- 2015: Danger! Live (концертный альбом)

### Синглы
- 2006: Zehn (Livealbum of Death, 13 января)
- 2008: Nichimgriff (Die Wahrheit übers Lügen, 17 октября)
- 2009: Niemals (Die Wahrheit übers Lügen, 9 января)
- 2009: Krieg (Die Wahrheit übers Lügen, 1 мая)
- 2010: Zu heiß (Die Wahrheit übers Lügen, 18 июня)
- 2014: Herz? Verloren (Faszination Weltraum, 19 сентября)
- 2014: AWG (Faszination Weltraum, 21 ноября)
- 2015: iDisco (Faszination Weltraum, 24 апреля)

### Видео
- 2010: Lass es wie einen Unfall aussehen (бесплатный концертный DVD)
- 2015: Danger! (DVD)